# Baldenheim
Baldenheim (Bàldene in  alsaziano) è un comune francese di 1 193 abitanti situato nel dipartimento del Basso Reno nella regione Grand Est, all'interno della regione storica e culturale dell'Alsazia.
Tra il 1324 e la Rivoluzione francese il comune è appartenuto al ducato di Wurtemberg, che lo cedette come feudo alla famiglia Rathsamhausen zum Stein.
Nel luglio 1902, il sig. Oscar Pfiffer scoprì alcuni oggetti antichi nel suo campo. Uno scavo più completo porta alla luce un elmo da cerimonia e diversi oggetti merovingi. Il casco è oggi esposto al museo archeologico di Strasburgo.

## Società

### Evoluzione demografica
Abitanti censiti